# 樑姓
樑姓（양씨）是朝鮮半島的一個姓氏，其人口在大韓民國的總人口在頭150位以內。根據2000年的人口統計，樑姓的人口在南韓約3000人。樑姓的起源不詳，只有一個本貫：南陽樑氏，所以可能是一個移民姓氏，當中很可能是來自中國大陸的移民，因為在中國的河南省及浙江省亦有南陽梁氏。